# Northern Periphery and Arctic Programme
Northern Periphery and Arctic Programme (NPA) 2014-2020 är ett av EU:s transnationella Interreg-program, och omfattar EU-medlemmarna Finland, Irland, Sverige, och Storbritannien (Skottland och Nordirland), samt Färöarna, Island, Grönland och Norge.

Programmets fokuserar på: 
- Innovation för att upprätthålla och utveckla robusta och konkurrenskraftiga samhällen
- Främja entreprenörskap för att dra nytta av programområdets konkurrensfördelar
- Främja energi-säkra samhällen genom att stödja förnybar energi och energieffektivitet
- Skydda, främja och utveckla kultur- och naturarvet

Den nya programperioden 2014-2020 (Interreg V) ersätter den tidigare programperioden 2007-2013 (Interreg IV), då programmet hette Northern Periphery Programme (Norra Periferin).  